# Qazi Mujahidul Islam Qasmi
Qazi Mujahidul Islam Qasmi (* 1936; † 4. April 2002) war ein indischer islamischer Rechtsgelehrter, der zu den führenden muslimischen Persönlichkeiten seines Landes zählte.

## Leben und Werk
Qasmi wurde 1936 geboren. Er studierte an der Darul Uloom in Deoband. Er war Scharia-Richter (religiöser islamischer Richter) in Bihar und Orissa. 1962 wurde er in das Richteramt an der Imarat-e-Sharia in Phulwar-i Sharif in Patna berufen. Er war Gründungsmitglied des 1972 gegründeten All India Muslim Personal Law Board (AIMPLB) und seit 2000 dessen Präsident (zweiter Präsident war Syed Abul Hasan Ali Nadwi). Er war ebenfalls Gründungsmitglied des 1992 gegründeten All India Milli Council.
Qazi Mujahidul Islam Qasmi war in verschiedenen Institutionen islamischer Gelehrsamkeit tätig. 1989 gründete er die  Islamische Fiqh-Akademie (engl. Islamic Fiqh Academy, IFA) mit Sitz in Delhi, eine der führenden islamischen Fiqh-Organisationen in Indien. Er war deren Generalsekretär (Secretary General). 
Anfangs wurde die von Qasmi und Abul Hasan Ali Nadwi mitgegründete IFA als indischer Ableger der Islamischen Fiqh-Akademie der Islamischen Weltliga (MWL) verstanden, da Nadwi auch Gründungsmitglied der 1974 in Mekka gegründeten Rechtsakademie der Islamischen Weltliga war. Constanze Weigl weist darauf hin, dass die Gesamtstruktur der IFA und das innerhalb der Akademie bestehende institutionelle Geflecht aus AIMPLB, der Imarat-e-Sharia für Bihar, Jharkhand, Orissa und Westbengalen, der Darul Uloom in Deoband und weiteren im südasiatischen Raum verteilten Zentren islamischer Gelehrsamkeit die Komplexität der südasiatischen Gelehrtenkultur verdeutliche. 2001 wurde Hazrat Maulana Qazi Mujahidul Islam Qasmi der 2. Shah Waliullah Award verliehen (Islamic Fiqh). 
Qasmi starb am 4. April 2002 nach langer Krankheit. Zu seinen Ehren wurde eine Qazi Mujahidul Islam Memorial Lecture eingerichtet.